# Waffen-SS
Waffen-SS (tysk: våben-SS) var den militære gren af nazi-organisationen Schutzstaffel (SS). Waffen-SS bestod oprindeligt af tre motoriserede infanteriregimenter, hver med ca. 3.000 mand. I løbet af krigen blev særligt de første 12 divisioner betragtet som eliteenheder:
- 1. SS-Panzer-Division Leibstandarte SS Adolf Hitler (LSSAH)
- 2. SS-Panzer-Division Das Reich
- 3. SS-Panzer-Division Totenkopf
- 4. SS-Polizei-Panzergrenadier-Division
- 5. SS-Panzer-Division Wiking
- 6. SS-Gebirgs-Division Nord
- 7. SS-Freiwilligen-Gebirgs-Division Prinz Eugen
- 8. SS-Kavallerie-Division Florian Geyer
- 9. SS-Panzer-Division Hohenstaufen
- 10. SS-Panzer-Division Frundsberg
- 11. SS-Freiwilligen-Panzergrenadier-Division Nordland
- 12. SS-Panzer-Division Hitler-Jugend

De første enheder var fuldt motoriserede i modsætning til størstedelen af den regulære hær (Heer). Udover motoriseringen var de enkelte SS-grupper bedre udrustet end den tyske hær, blandt andet med flere maskingeværskytter og finskytter i de enkelte grupper.
Behovet for flere soldater viste sig imidlertid hurtigt, og kun få ansøgere kunne leve op til de høje krav, der blev stillet til SS-personel. Blandt andet var det et krav, at ansøgerne skulle være ikke-jøder og ustraffede, have et godt syn og gerne være dygtige til sport. I den første SS-division Leibstandarde Adolf Hitler var det tidligt i krigen et krav, at ansøgerne aldrig måtte have haft huller i tænderne.
Som en konsekvens af mandskabsmangel slækkedes optagelseskravene, og der opstod ikke mindre end 38 kampdivisioner med mere end 950.000 mand. Flere af divisionerne kan betragtes som en slags tysk fremmedlegion, der bestod af et sammenrend af mandskab fra de besatte områder.
Selv en lille engelsk enhed bestående af britiske krigsfanger og een lille fransk enhed fik plads under SS, og muslimske divisioner (f.eks. 13. Waffen-Gebirgs-Division der SS Handschar) bestående af kroatiske og bosniske frivillige blev også medlemmer af Waffen-SS. Himmler mente, at muslimer var frygtløse krigere og ville bruge SS Handschar ((tysk): krumsabel) til at forene verdens 350 millioner muslimer i kamp mod de britiske imperialister. Divisionen deserterede dog inden den kom i kamp. De havde meldt sig for at kæmpe mod vantro partisaner i det syd-østlige europa men erfarede de ville blive sat ind mod de vestallierede i Frankrig.
Før 1943 bestod Waffen-SS kun af såkaldte frivillige. Mange mindretalstyskere fra Mellem- og Østeuropa blev imidlertid fra begyndelsen indkaldt som værnepligtige til Waffen-SS uden at blive spurgt. Fra 1943 blev frivillighed heller ikke længere anvendt for rigstyskere, og især de yngste værnepligtige årgange blev indkaldt direkte til Waffen-SS. Fra begyndelsen af 1945 blev delinger fra Værnemagten overflyttet i forbindelse af omgrupperinger.
Waffen-SS blev ledet af Reichsführer-SS Heinrich Himmler, og en væsentlig del af ideologien byggede på, at SS ønskede at uddanne politiske soldater. Det bevirkede, at flere Waffen-SS-enheder kæmpede mere fanatisk end de regulære tyske tropper. Waffen-SS talte blandt mandskabet så betydelige militærprofiler som Felix Steiner, Kurt Meyer (Panzer-Meyer), Paul Hausser og Josef Dietrich (Sepp).
Under Nürnberg-processen blev Waffen-SS erklæret for en ulovlig organisation, og Waffen-SS-veteraner blev nægtet mange af de rettigheder, andre tyske veteraner fik. Ledende officerer i Waffen-SS påberåbte sig, at de blot var soldater, og efter Dachau masakren blev afsløret blev man opmærksom på at der organisatorisk var forskel på Waffen-SS soldater og koncentrationslejr vagter, hvorefter dommene over SS-officerer blev væsentlig mildere.

## Danske og andre ikke-tyske nationale enheder
Folk fra de besatte lande som Danmark meldte sig til nationale Waffen-SS enheder. De blev brugt på østfronten og kæmpede sammen med landsmænd fx i Frikorps Danmark og Division Wiking og siden  Division Nordland. Den sidste var eneste SS-division der forsvarede Berlin.
I løbet af krigen meldte i alt 12.180 danskere sig til Waffen-SS' hvervekontorer, og lidt under 6.000 blev hvervet. Heraf omkom mellem 1.500 og 2.200.
Der var lidt under 6000 nordmænd i Waffen-SS.

## SS-grader
- SS-Reichsführer – Heinrich Himmler
- SS-Oberstgruppenführer – Generaloberst, Feltmarskal
- SS-Obergruppenführer – 4-stjernet General
- SS-Gruppenführer – Generalløjtnant
- SS-Brigadeführer – Generalmajor
- SS-Oberführer – Brigadegeneral
- SS-Standartenführer – Oberst
- SS-Obersturmbannführer – Oberstløjtnant
- SS-Sturmbannführer – Major
- SS-Hauptsturmführer – Kaptajn
- SS-Obersturmführer – Premierløjtnant
- SS-Untersturmführer – Sekondløjtnant
- SS-Sturmscharführer – Seniorsergent af 1. grad
- SS-Hauptscharführer – Seniorsergent af 2. grad
- SS-Oberscharführer – Oversergent
- SS-Scharführer – Sergent
- SS-Unterscharführer – Korporal
- SS-Rottenführer – Overkonstabel
- SS-Sturmmann – Konstabel
- SS-Schütze – Menig

## Waffen-SS-divisioner
Nedenfor en kort gennemgang af de tyske Waffen-SS-divisioner som blev opstillet under 2. verdenskrig. Bemærk, at det samme nummer kan dække to forskellige divisioner, og at typebetegnelsen er den sidste, som enheden havde, for eksempel var 1. SS-Division først en Motorisierte og senere en Panzer-Grenadier-Division, før den blev Panzer-Division. Jo senere divisionen var opstillet på papiret, jo mindre sandsynligt nåede divisionen at blive erklæret kampklar som en fuldt organiseret division; de såkaldte papirdivisioner, som Hitler dirigerede.
| Nummer | Typebetegnelse                           | Navn                            | Bemærkninger |
| ------ | ---------------------------------------- | ------------------------------- | --- |
| 1.     | SS-Panzer-Division                       | Leibstandarte Adolf Hitler      | |
| 2.     | SS-Panzer-Division                       | Das Reich                       | |
| 3.     | SS-Panzer-Division                       | Totenkopf                       | Opstillet af koncentrationslejrvagter                                                                                                  |
| 4.     | SS-Polizei-Panzergrenadier-Division      | -                               | Opstillet af politifolk |
| 5.     | SS-Panzer-Division                       | Wiking                          | Opstillet af danske, norske, belgiske og hollandske samt baltiske frivillige                                                           |
| 6.     | SS-Gebirgs-Division                      | Nord                            | Opstillet i Norge af kadre fra Totenkopf                                                                                               |
| 7.     | SS-Freiwilligen-Gebirgs-Division         | Prinz Eugen                     | Opkaldt efter en af de store østrigske feltherrer i Spanske Arvefølgekrig                                                              |
| 8.     | SS-Kavallerie-Division                   | Florian Geyer                   | Opkaldt efter en af de store tyske feltherrer i Bondekrigene                                                                           |
| 9.     | SS-Panzer-Division                       | Hohenstaufen                    | Opkaldt efter en af de store tyske fyrsteslægter i sen-middelalderen, bl.a Frederik Barbarossa                                         |
| 10.    | SS-Panzer-Division                       | Frundsberg                      | Opkaldt efter en af de store tyske lejetropsførere fra 30-årskrigen                                                                    |
| 11.    | SS-Freiwilligen-Panzergrenadier-Division | Nordland                        | Opstillet af kadrer fra Wiking, primært nordiske ( danske, norske og svenske) frivillige, med Regiment 23 Norge og Regiment 24 Danmark |
| 12.    | SS-Panzer-Division                       | Hitlerjugend                    | Opstillet af primært tidligere Hitler Jugendmedlemmer                                                                                  |
| 13.    | Waffen-Gebirgs-Division der SS           | Handschar (Kroatiche nr. 1)     | Opstillet af primært bosniske muslimer fra Kroatien, og bar fez. Opkaldt efter den tyrkiske krumsabel                                  |
| 14.    | Waffen-Grenadier-Division der SS         | (Ukrainische nr. 1)             | - |
| 15.    | Waffen-Grenadier-Division der SS         | (Lettische nr. 1)               | - |
| 16.    | SS-Panzergrenadier-Division              | Reichsführer SS                 | Opstillet af primært norske frivillige, SS uddannelsesbataljon nr. 16 (KG Kraft fra Arnhem) fra tilknyttet denne division              |
| 17.    | SS-Panzergrenadier-Division              | Götz von Berlichingen           | Opkaldt efter en af de store tyske feltherrer i Bondekrigene (manden med jernhånden )                                                  |
| 18.    | SS-Freiwilligen-Panzergrenadier-Division | Horst Wessel                    | Opkaldt efter en af nazismens martyrer                                                                                                 |
| 19.    | Waffen-Grenadier-Division der SS         | (Lettische nr.2)                | - |
| 20.    | Waffen-Grenadier-Division der SS         | Narwa (Estnische nr. 1)         | - |
| 21.    | Waffen-Gebirgs-Division der SS           | Skanderberg (Albanische nr. 1)  | a) Opkaldt efter en albansk folkefører i kampene mod tyrkerne (George Kastrioti Skanderbeg)                                            |
| 22.    | SS-Freiwilligen-Kavallerie-Division      | Maria Theresia                  | Opkaldt efter den østrigske kejserinde fra krigene mod Frederik den Store                                                              |
| 23.    | Waffen-Gebirgs-Division der SS           | Kama (Kroatische Nr. 2)         | Tidligt opløst igen |
| 23.    | SS-Freiwilligen-Panzergrenadier-Division | Nederland                       | Opstillet af kadrer fra Wiking, primært med hollandske frivillige                                                                      |
| 24.    | Waffen-Gebirgs-Division der SS           | Karstjäger                      | a) + b) Opkaldt efter bjergparti i mellem Østrig, Italien og Jugoslavien                                                               |
| 25.    | Waffen-Grenadier-Division der SS         | Hunyadi (Ungarische nr.1)       | a) Opkaldt efter en ungarsk fyrsteslægt i senmiddelalderen                                                                             |
| 26.    | Waffen-Grenadier-Division der SS         | Hungaria (Ungarische nr.2)      | a) |
| 27.    | SS-Freiwilligen-Grenadier-Division       | Langemarck (Flämsiche nr. 1)    | a) Flamsktalende belgiere |
| 28.    | SS-Freiwilligen-Panzergrenadier-Division | Wallonien                       | a) Fransktalende belgiere |
| 29.    | Waffen-Grenadier-Division der SS         | RONA (Russische nr.1)           | a) + c) Opstillet fra Kaminsk-brigaden                                                                                                 |
| 29.    | Waffen-Grenadier-Division der SS         | Italia (Italienische nr. 1)     | - |
| 30.    | Waffen-Grenadier-Division der SS         | (Russische nr. 1)               | Tidligt opløst igen |
| 30.    | Waffen-Grenadier-Division der SS         | (Weißruthenische Nr. 1)         | - |
| 31.    | SS-Freiwilligen-Grenadier-Division       | Böhmen-Mähren                   | a) Tjekkoslovakiet |
| 32.    | SS-Freiwilligen-Grenadier-Division       | 30. Januar                      | a) datoen hvor A. Hitler overtog magten i 1933                                                                                         |
| 33.    | Waffen-Kavallerie-Division der SS        | (Ungarische nr.3)               | a) + d) Indgik senere i 26. SS-division                                                                                                |
| 33.    | Waffen-Grenadier-Division der SS         | Charlemagne (Französische nr.1) | Opkaldt efter Karl den Store |
| 34.    | SS-Freiwilligen-Grenadier-Division       | Landstorm Nederland             | a) Opstillet til forsvar af Holland af lokalforsvarsenhed                                                                              |
| 35.    | SS- und Polizei-Grenadier-Division       | -                               | a) |
| 36.    | Waffen-Grenadier-Division der SS         | Dirlewanger                     | a) Opstillet fra Dirlewangerbrigaden                                                                                                   |
| 37.    | SS-Freiwilligen-Kavallerie-Division      | Lützow                          | a) Opkaldt efter tysk Frikorpsfører fra Napoleonskrigene, opstillet på grundlag af 8. og 22. SS-Kavallerie-Division.                   |
| 38.    | SS-Grenadier-Division                    | Nibelungen                      | a) |

Noter til oversigten
a) = Divisionerne kom aldrig op på fuld krigsstyrke.
b) = Divisionen blev opløst i 1944 og divisionsnummer 23 overgik til SS-Freiwilligen-Panzergrenadier-Division Nederland.
c) = Divisionen blev overflyttet til General Vlasovs Russiske Befrielseshær. Divisionsnummer 29 overgik til Waffen-Grenadier-Division der SS (Italienische nr. 1) i april 1945.
d) = Divisionen blev udslettet i begyndelsen af 1945 i kampene omkring Budapest. Divisionsnummer 33 overgik til Waffen-Grenadier-Division Charlemagne (Französische nr.1)
Mange af de anførte divisioner – se note a) – blev aldrig til divisioner af divisionsstørrelse. Nogle var kun i regimentsstørrelse eller i bataljonsstørrelse, mens andre blot var sammensat af depotenheder eller omstrejfende grupper, hvorefter de fik "nummer" af divisionsstørrelse.